# Eleições autárquicas portuguesas de 1993 no distrito de Castelo Branco
| Eleições autárquicas portuguesas de 1993 Distritos: Aveiro \| Beja \| Braga \| Bragança \| Castelo Branco \| Coimbra \| Évora \| Faro \| Guarda \| Leiria \| Lisboa \| Portalegre \| Porto \| Santarém \| Setúbal \| Viana do Castelo \| Vila Real \| Viseu \| Açores \| Madeira |

## Resultados por concelho
Os resultados nos concelhos do distrito de Castelo Branco foram os seguintes:

### Belmonte
| Partido                 | Partido                        | Votos | %               | +/-   | Vereadores | +/-     |
| ----------------------- | ------------------------------ | ----- | --------------- | ----- | ---------- | ------- |
|                         | Partido Social Democrata       | 2 173 | 50,83 / 100,00  | 17,16 | 3 / 5      | 1       |
|                         | Partido Socialista             | 981   | 22,95 / 100,00  | 14,90 | 1 / 5      | 1       |
|                         | Coligação Democrática Unitária | 774   | 18,11 / 100,00  | 14,61 | 1 / 5      | 1       |
|                         | Partido Popular                | 133   | 3,11 / 100,00   | 0,44  | 0 / 5      | Estável |
| Votos Inválidos         | Votos Inválidos                | 214   | 5,01 / 100,00   | 0,60  |            |         |
| Total                   | Total                          | 4 275 | 100,00 / 100,00 |       | 5 / 5      |         |
| Eleitorado/Participação | Eleitorado/Participação        | 6 178 | 69,20 / 100,00  | 3,57  |            |         |

### Castelo Branco
| Partido                 | Partido                        | Votos  | %               | +/-  | Vereadores | +/-     |
| ----------------------- | ------------------------------ | ------ | --------------- | ---- | ---------- | ------- |
|                         | Partido Social Democrata       | 14 353 | 46,08 / 100,00  | 0,64 | 4 / 7      | Estável |
|                         | Partido Socialista             | 11 971 | 38,43 / 100,00  | 0,13 | 3 / 7      | Estável |
|                         | Partido Popular                | 1 696  | 5,44 / 100,00   | 1,51 | 0 / 7      | Estável |
|                         | Coligação Democrática Unitária | 1 629  | 5,23 / 100,00   | 1,02 | 0 / 7      | Estável |
| Votos Inválidos         | Votos Inválidos                | 1 501  | 4,82 / 100,00   | 0,39 |            |         |
| Total                   | Total                          | 31 150 | 100,00 / 100,00 |      | 7 / 7      |         |
| Eleitorado/Participação | Eleitorado/Participação        | 49 276 | 63,22 / 100,00  | 0,14 |            |         |

### Covilhã
| Partido                 | Partido                        | Votos  | %               | +/-   | Vereadores | +/- |
| ----------------------- | ------------------------------ | ------ | --------------- | ----- | ---------- | --- |
|                         | Partido Socialista             | 14 587 | 42,66 / 100,00  | 11,81 | 4 / 9      | 2   |
|                         | Partido Social Democrata       | 12 738 | 37,25 / 100,00  | 2,71  | 4 / 9      | 1   |
|                         | Coligação Democrática Unitária | 3 851  | 11,26 / 100,00  | -     | 1 / 9      | -   |
|                         | Partido Popular                | 1 533  | 4,48 / 100,00   | -     | 0 / 9      | -   |
| Votos Inválidos         | Votos Inválidos                | 1 486  | 4,35 / 100,00   | 0,99  |            |     |
| Total                   | Total                          | 34 195 | 100,00 / 100,00 |       | 9 / 9      | 2   |
| Eleitorado/Participação | Eleitorado/Participação        | 51 226 | 66,75 / 100,00  | 4,35  |            |     |

### Fundão
| Partido                 | Partido                        | Votos  | %               | +/-  | Vereadores | +/-     |
| ----------------------- | ------------------------------ | ------ | --------------- | ---- | ---------- | ------- |
|                         | Partido Socialista             | 10 296 | 52,19 / 100,00  | 1,50 | 4 / 7      | Estável |
|                         | Partido Social Democrata       | 6 188  | 31,37 / 100,00  | 1,00 | 3 / 7      | Estável |
|                         | Partido Popular                | 1 181  | 5,99 / 100,00   | 1,03 | 0 / 7      | Estável |
|                         | Coligação Democrática Unitária | 1 075  | 5,45 / 100,00   | 1,61 | 0 / 7      | Estável |
| Votos Inválidos         | Votos Inválidos                | 987    | 5,00 / 100,00   | 0,08 |            |         |
| Total                   | Total                          | 19 727 | 100,00 / 100,00 |      | 7 / 7      |         |
| Eleitorado/Participação | Eleitorado/Participação        | 29 298 | 67,33 / 100,00  | 2,58 |            |         |

### Idanha-a-Nova
| Partido                 | Partido                        | Votos  | %               | +/-  | Vereadores | +/-     |
| ----------------------- | ------------------------------ | ------ | --------------- | ---- | ---------- | ------- |
|                         | Partido Socialista             | 5 736  | 66,23 / 100,00  | 0,33 | 5 / 7      | 1       |
|                         | Partido Social Democrata       | 1 961  | 22,64 / 100,00  | 1,44 | 2 / 7      | 1       |
|                         | Coligação Democrática Unitária | 348    | 4,02 / 100,00   | 0,77 | 0 / 7      | Estável |
| Votos Inválidos         | Votos Inválidos                | 616    | 7,11 / 100,00   | 0,34 |            |         |
| Total                   | Total                          | 8 661  | 100,00 / 100,00 |      | 7 / 7      |         |
| Eleitorado/Participação | Eleitorado/Participação        | 13 164 | 65,79 / 100,00  | 3,13 |            |         |

### Oleiros
| Partido                 | Partido                        | Votos | %               | +/-  | Vereadores | +/-     |
| ----------------------- | ------------------------------ | ----- | --------------- | ---- | ---------- | ------- |
|                         | Partido Social Democrata       | 3 855 | 73,74 / 100,00  | 3,73 | 4 / 5      | Estável |
|                         | Partido Socialista             | 1 057 | 20,22 / 100,00  | 5,09 | 1 / 5      | Estável |
|                         | Coligação Democrática Unitária | 45    | 0,86 / 100,00   | 0,20 | 0 / 5      | Estável |
| Votos Inválidos         | Votos Inválidos                | 271   | 5,18 / 100,00   | 1,56 |            |         |
| Total                   | Total                          | 5 228 | 100,00 / 100,00 |      | 5 / 5      |         |
| Eleitorado/Participação | Eleitorado/Participação        | 8 031 | 65,10 / 100,00  | 2,71 |            |         |

### Penamacor
| Partido                 | Partido                        | Votos | %               | +/-   | Vereadores | +/-     |
| ----------------------- | ------------------------------ | ----- | --------------- | ----- | ---------- | ------- |
|                         | Partido Socialista             | 2 208 | 40,73 / 100,00  | 10,65 | 2 / 5      | 1       |
|                         | Partido Social Democrata       | 2 002 | 36,93 / 100,00  | 17,82 | 2 / 5      | 1       |
|                         | Partido Popular                | 820   | 15,13 / 100,00  | 7,76  | 1 / 5      | Estável |
|                         | Coligação Democrática Unitária | 58    | 1,07 / 100,00   | 0,67  | 0 / 5      | Estável |
| Votos Inválidos         | Votos Inválidos                | 333   | 6,14 / 100,00   | 1,26  |            |         |
| Total                   | Total                          | 5 421 | 100,00 / 100,00 |       | 5 / 5      |         |
| Eleitorado/Participação | Eleitorado/Participação        | 7 751 | 69,94 / 100,00  | 1,01  |            |         |

### Proença-a-Nova
| Partido                 | Partido                        | Votos | %               | +/-  | Vereadores | +/-     |
| ----------------------- | ------------------------------ | ----- | --------------- | ---- | ---------- | ------- |
|                         | Partido Social Democrata       | 2 708 | 40,60 / 100,00  | 0,26 | 2 / 5      | Estável |
|                         | Partido Socialista             | 2 447 | 36,69 / 100,00  | 0,85 | 2 / 5      | Estável |
|                         | Partido Popular                | 1 094 | 16,40 / 100,00  | 2,46 | 1 / 5      | Estável |
|                         | Coligação Democrática Unitária | 107   | 1,60 / 100,00   | 0,82 | 0 / 5      | Estável |
| Votos Inválidos         | Votos Inválidos                | 314   | 4,71 / 100,00   | 0,52 |            |         |
| Total                   | Total                          | 6 670 | 100,00 / 100,00 |      | 5 / 5      |         |
| Eleitorado/Participação | Eleitorado/Participação        | 9 850 | 67,72 / 100,00  | 0,60 |            |         |

### Sertã
| Partido                 | Partido                        | Votos  | %               | +/-   | Vereadores | +/-     |
| ----------------------- | ------------------------------ | ------ | --------------- | ----- | ---------- | ------- |
|                         | Partido Social Democrata       | 5 545  | 49,56 / 100,00  | 7,65  | 4 / 7      | 1       |
|                         | Partido Socialista             | 4 302  | 38,45 / 100,00  | 19,34 | 3 / 7      | 2       |
|                         | Partido Popular                | 707    | 6,32 / 100,00   | 11,15 | 0 / 7      | 1       |
|                         | Coligação Democrática Unitária | 93     | 0,83 / 100,00   | 0,27  | 0 / 7      | Estável |
| Votos Inválidos         | Votos Inválidos                | 542    | 4,85 / 100,00   | 0,27  |            |         |
| Total                   | Total                          | 11 189 | 100,00 / 100,00 |       | 7 / 7      |         |
| Eleitorado/Participação | Eleitorado/Participação        | 16 957 | 65,98 / 100,00  | 6,18  |            |         |

### Vila de Rei
| Partido                 | Partido                           | Votos | %               | +/-   | Vereadores | +/-     |
| ----------------------- | --------------------------------- | ----- | --------------- | ----- | ---------- | ------- |
|                         | Partido Social Democrata          | 1 787 | 66,01 / 100,00  | 19,04 | 4 / 5      | 1       |
|                         | Partido Popular                   | 650   | 24,01 / 100,00  | 20,57 | 1 / 5      | 1       |
|                         | Partido Socialista                | 93    | 3,44 / 100,00   | 1,84  | 0 / 5      | Estável |
|                         | Partido da Solidariedade Nacional | 28    | 1,03 / 100,00   | Novo  | 0 / 5      | Novo    |
|                         | Coligação Democrática Unitária    | 9     | 0,33 / 100,00   | 0,01  | 0 / 5      | Estável |
| Votos Inválidos         | Votos Inválidos                   | 140   | 5,17 / 100,00   | 2,34  |            |         |
| Total                   | Total                             | 2 707 | 100,00 / 100,00 |       | 5 / 5      |         |
| Eleitorado/Participação | Eleitorado/Participação           | 3 728 | 72,61 / 100,00  | 0,86  |            |         |

### Vila Velha de Ródão
| Partido                 | Partido                        | Votos | %               | +/-  | Vereadores | +/-     |
| ----------------------- | ------------------------------ | ----- | --------------- | ---- | ---------- | ------- |
|                         | Partido Social Democrata       | 1 521 | 45,27 / 100,00  | 5,35 | 3 / 5      | 1       |
|                         | Partido Socialista             | 1 461 | 43,48 / 100,00  | 2,28 | 2 / 5      | 1       |
|                         | Coligação Democrática Unitária | 205   | 6,10 / 100,00   | 4,26 | 0 / 5      | Estável |
|                         | Partido Popular                | 78    | 2,32 / 100,00   | -    | 0 / 5      | -       |
| Votos Inválidos         | Votos Inválidos                | 95    | 2,83 / 100,00   | 1,13 |            |         |
| Total                   | Total                          | 3 360 | 100,00 / 100,00 |      | 5 / 5      |         |
| Eleitorado/Participação | Eleitorado/Participação        | 4 670 | 71,95 / 100,00  | 4,00 |            |         |